# Stephan (England)

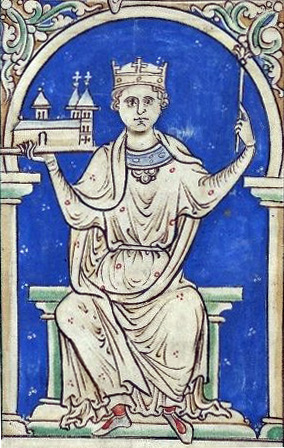
Stephan von Blois in einer zeitgenössischen Darstellung

Stephan von Blois (englisch Stephen of Blois, französisch Étienne de Blois; * 1092 oder 1096/97 in Blois; † 25. Oktober 1154 in Dover) war von 1135 bis 1154 König von England. Der Sohn des Kreuzfahrers Graf Stephan II.  von Blois gründete seinen Anspruch auf den englischen Thron auf seine Mutter Adela von der Normandie, eine Tochter Wilhelms des Eroberers.

## Frühe Jahre
Stephans Vater fiel 1102 als Kreuzfahrer in Palästina. Der Sohn kam daher bereits in jungen Jahren an den Hof seines Onkels, des Königs Heinrich I. von England. Dort wuchs er auf, erhielt reichen Grundbesitz und wurde zu einem der mächtigsten Männer in der Umgebung des Königs. Seit 1112 war er Graf von Mortain in der Normandie. 1125 heiratete er Mathilda von Boulogne, die Tochter und Erbin des Grafen Eustach III. von Boulogne und der Prinzessin Maria von Schottland. Stephan kam damit in den Besitz der strategisch wichtigen Grafschaft Boulogne. Mathilda gilt als eine der bedeutendsten mittelalterlichen Königinnen Englands. Sie erzielte militärische Erfolge, gehörte zu den wichtigsten Förderern des Templerordens und gründete die Abtei Faversham, wo sie und Stephan bestattet sind. Aus der Ehe gingen fünf Kinder hervor (s. u.).

## Erbfolgekrieg
Am späten Abend des 25. November 1120 sollte der englische Thronfolger William Aetheling und sein Hofstaat mit dem so genannten Weißen Schiff von der Normandie nach England übersetzen. Zu der Reisegesellschaft gehörte zunächst auch Stephan von Blois. Aber noch vor der Abfahrt verließ er das Schiff, das vor dem Hafen von Barfleur mit einem Felsen kollidierte und sank. So entging Stephan der Schiffskatastrophe, bei der auch William Aetheling, der einzig legitime Sohn von König Heinrich I. ertrank. 
Heinrich I. wurde bis zu seinem Tod 1135 kein männlicher Thronerbe mehr geboren. Daher drängte er die Barone des Landes, seine Tochter Mathilde, genannt Maud, die Witwe des römisch-deutschen Kaisers Heinrich V., als Nachfolgerin und damit als erste regierende Herrscherin in der Geschichte Englands anzuerkennen. Als Enkel Wilhelms des Eroberers beanspruchte aber auch Stephan den Thron für sich und fand dafür die Unterstützung einiger Adeliger, Bischöfe und Bürger Londons. Nachdem er der Kirche Zugeständnisse gemacht hatte, erkannte auch Papst Innozenz II. seinen Anspruch an. Am 22. Dezember 1135 wurde Stephan in Westminster Abbey gekrönt.
Kämpfe gegen die Unterstützer von Mauds Thronanspruch entwickelten sich 1139 zu einem umfassenden Bürgerkrieg, als die Königin mit ihrem neuen Ehemann, Gottfried Plantagenet, Graf von Anjou, in England landete. Die Stände Englands spalteten sich in zwei Lager, die jeweils eine Seite unterstützten. Zwölfjährige heftige Kämpfe waren die Folge. Als Stephan 1141 nach der Belagerung von Lincoln gefangen genommen wurde, nahm seine Frau Mathilda, die sich bereits zuvor als Heerführerin betätigt hatte, die militärische Führung in die Hand. Mit Unterstützung der Londoner Bevölkerung verdrängte sie Königin Maud aus der Hauptstadt. Später wurde Stephan gegen Robert von Gloucester ausgetauscht. Der Halbbruder und wichtigste Berater von Königin Maud war im September 1141 nach der Schlacht bei Winchester gefangen genommen worden. Am 25. Dezember 1141 wurde Stephan in der Kathedrale von Canterbury erneut gekrönt.
Keine der beiden Parteien konnte einen entscheidenden Sieg erringen. Zudem gelang es König Stephan 1152 nicht, seinem Sohn Eustach  die allgemeine Anerkennung als Thronfolger zu verschaffen. Als er im Jahr darauf einen Waffenstillstand mit seinen Gegnern anstrebte, stieß dies auf den offenen Widerstand Eustachs. Dessen plötzlicher Tod am 10. August 1153 öffnete schließlich den Weg zu einem Kompromiss. Im November dieses Jahres handelte der König mit seinen Gegnern den Vertrag von Wallingford aus. Danach adoptierte Stephan Mauds und Gottfrieds Sohn, den späteren Heinrich II., der inzwischen in die Kämpfe in England eingegriffen hatte, und setzte ihn als Nachfolger ein. Stephans jüngster Sohn Wilhelm musste sich mit den ursprünglichen Herrschaftsgebieten seiner Eltern, den Grafschaften Mortain und Boulogne, begnügen. Der Vertrag von Wallingford beendete den Bürgerkrieg. Königin Maud zog sich in die Normandie zurück. König Stephan regierte noch knapp ein Jahr, bis er im Oktober 1154 auf Dover Castle an einem Herzinfarkt starb.

## Verfassungspolitische Folgen der Herrschaft
Unter Stephans Herrschaft verschoben sich die Machtverhältnisse. Der König scheint kirchlichen Amtsinhabern als Trägern der Verwaltung misstraut zu haben und stärkte stattdessen die Macht und Anzahl der Earls. Der Titel Earl, zuvor nur wenig mehr als ein Ehrentitel, wurde von ihm als Machtposition ausgebaut. Dafür erhoffte Stephan die höhere Loyalität der hiermit belohnten Vasallen im Bürgerkrieg. Letztendlich hatte die Stärkung der Earls unter den turbulenten Zuständen aber die Entstehung halbautonomer Herrschaftsgebiete und damit eine Schwächung des Königtums zur Folge. 1149 überließ Stephan Northumbria König David von Schottland.

## Nachkommen
Mit Mathilda von Boulogne († 1152) hatte König Stephan fünf Kinder:
- Balduin (* 1126; † spätestens 1135)
- Eustach IV. (* 1130; † 1153), 1150–1153 Graf von Boulogne
- Matilda (* 1133; † vor 1141)
- Wilhelm (* 1134; † 1159), 1153–1159 Graf von Boulogne, Graf von Surrey, Herr von Norwich und Pevensey
- Maria (* 1136; † 1180), 1159 Gräfin von Boulogne, ⚭ Matthäus von Elsass

Mit der adligen Kammerfrau Dameta von der Normandie (Haus Giroie) hatte er drei uneheliche Kinder.
- Gervaise (* 1117), Abt von Westminster
- Almaric
- Ralph

Außerdem hatte er zwei weitere uneheliche Kinder:
- Wilhelm
- Sybilla